# Full Potential Agency
Full Potential Agency (FPA) är en svensk fotbollsagentur med kontor i Malmö och Stockholm. Bolaget arbetar med spelarrepresentation, karriärutveckling och varumärkesbyggande för professionella fotbollsspelare i Skandinavien och Europa.
Byrån grundades av de före detta fotbollsspelarna Markus Rosenberg och Petter Andersson. Även Behrang Safari arbetar för agenturen. Bland spelarna som FPA företräder märks Jesper Karlström, Victor Eriksson, Noah Persson, Melker Widell, Fredrik Hammar och Rasmus Alm.